# Патлер, Джон
Джон Патлер (6 января 1938 года) — бывший американский неонацист, убивший лидера Американской нацистской партии Джорджа Линкольна Рокуэлла 25 августа 1967 года.

## Биография
Родился в Нью-Йорке. Его отцом был Джон Патсалос, который имел греческое происхождение. Когда Патлеру было пять лет, его мать была убита его отцом, который затем отбывал наказание в тюрьме Синг-Синг. Из-за этого случая он в 1960 году взял фамилию матери.
Патлер служил в морской пехоте США с 1958 по 1960 год. Он был уволен после того, как его арестовали за участие в нацистском митинге.
Являлся важной фигурой в Американской нацистской партии и был редактором и карикатуристом журнала Stormtrooper («Штурмовик»). Патлера исключили из партии в марте 1967 года за якобы «склонность к большевизму».
25 августа 1967 года 29-летний Патлер застрелил лидера Американской нацистской партии Джорджа Линкольна Рокуэлла, находящегося в собственной машине, у торгового центра в Арлингтоне, штат Вирджиния. Орудием убийства стал Маузер К96. Патлер был арестован через полчаса в миле от места убийства. В декабре 1967 года он был признан виновным в убийстве и приговорён к 20 годам лишения свободы, однако был освобождён условно-досрочно в 1975 году, отсидев восемь лет. 
Много лет спустя, в интервью 2012 года, он выразил сожаления по поводу членства партии нацистов АНП.  По словам его сына, Николаса, Патлер сказал: «В то время, мне лучше было бы с Доктором Кингом и другими представителями движения за гражданские права [афроамериканцев]. Они действительно были моим народом, а те нацисты нет».